# Scheldegotik
Die Scheldegotik ist ein regionaler frühgotischer Übergangsstil von der Romanik zur Gotik im Kirchenbau. Den Namen hat sie nach dem Fluss Schelde, der durch Nordfrankreich und Belgien fließt.

## Die Scheldegotik als Baustil
Die Scheldegotik übernahm ab Anfang des 13. Jahrhunderts den auf der Ile de France und im Burgund entstandenen Stil der Gotik in den Kirchenbau im Becken der Schelde in Flandern. Hauptbaumaterial ist der graublaue Kalkstein aus Tournai, in den Küstengebieten Flanderns auch Backstein. Als erstes Werk der Scheldegotik gilt die Kirche Saint-Quentin in Tournai, mit deren Bau noch vor 1200 begonnen wurde. Deshalb wird die Scheldegotik im Französischen als „gothique tournaisien“ bezeichnet.

## Kennzeichen
- Von der geografisch östlich, aber auch zeitlich anschließenden Brabanter Gotik unterscheidet sich die Scheldegotik durch strengere Formen und sparsamere Verwendung von Zierrat.
- Allgemein fallen die Kirchen durch großartige Turmakzente auf. Kirchen der Scheldegotik haben typischerweise den größten Turm über der Vierung, wie man es in Frankreich und Deutschland fast nur in der Romanik findet, aber bei vielen gotischen Kirchen Englands und Spaniens. Dieser Vierungsturm ist mit vier Ecktürmchen versehen und innen achtteilig als Klosterkuppel gewölbt.[1]
- Rundpfeiler münden in achteckige Knospenkapitelle.[1]
- Die Dienste ruhen – jedenfalls bis zur Mitte des 13. Jahrhunderts – auf Konsolen.[1]
- Dem Obergaden entlang verläuft ein Außenlaufgang.[1]
- Im Triforium wechseln sich Pfeiler und Säulen ab.[1]
- Einzelne der Kirchen haben kleine runde oder achteckige Ecktürme an Hauptschiff oder Querschiff, wie man sie auch in niederländischen Bauten findet, die ihr nicht zugerechnet werden.

## Beispielhafte Bauten
Bedeutende Beispiele der Scheldegotik sind:
- in Aardenburg: Bavokerk (Sint-Baafskerk)
- in Brügge: St.-Salvator-Kathedrale
- in Damme: Onze-Lieve-Vrouwkerk
- in Deinze: Liebfrauenkirche (Deinze)
- in Gent: Sint-Niklaaskerk
- in Lissewege: Onze-Lieve-Vrouwkerk
- in Oudenaarde: Onze-Lieve-Vrouwekerk
- in Tournai: die Kathedrale von Tournai und die Kirchen Saint-Jacques und Saint-Quentin
- in Ypern: die Kathedrale Sint-Maarten (im Ersten Weltkrieg zerstört, danach rekonstruiert)

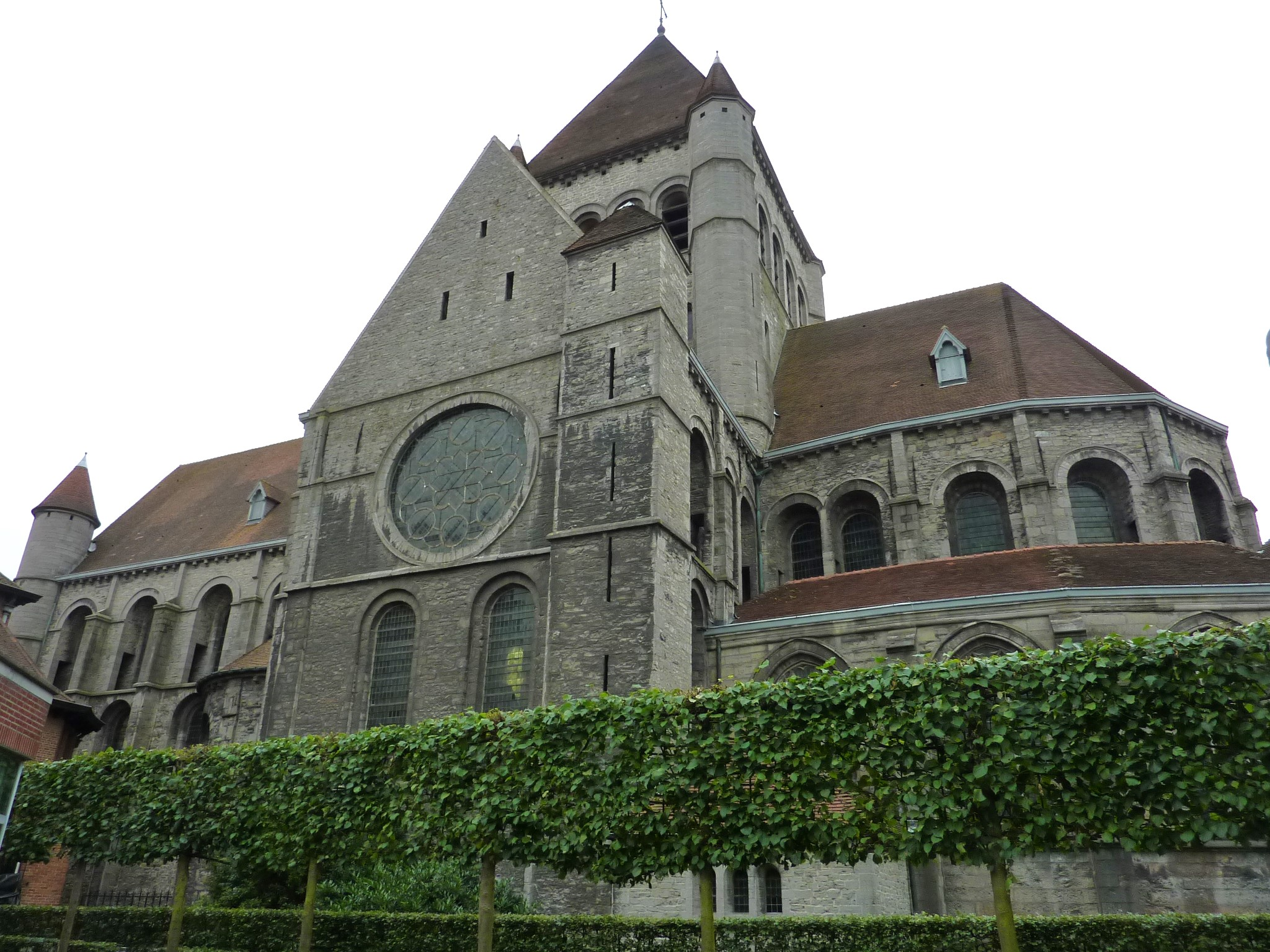
Saint-Quentin in Tournai, noch stark romanisch geprägt
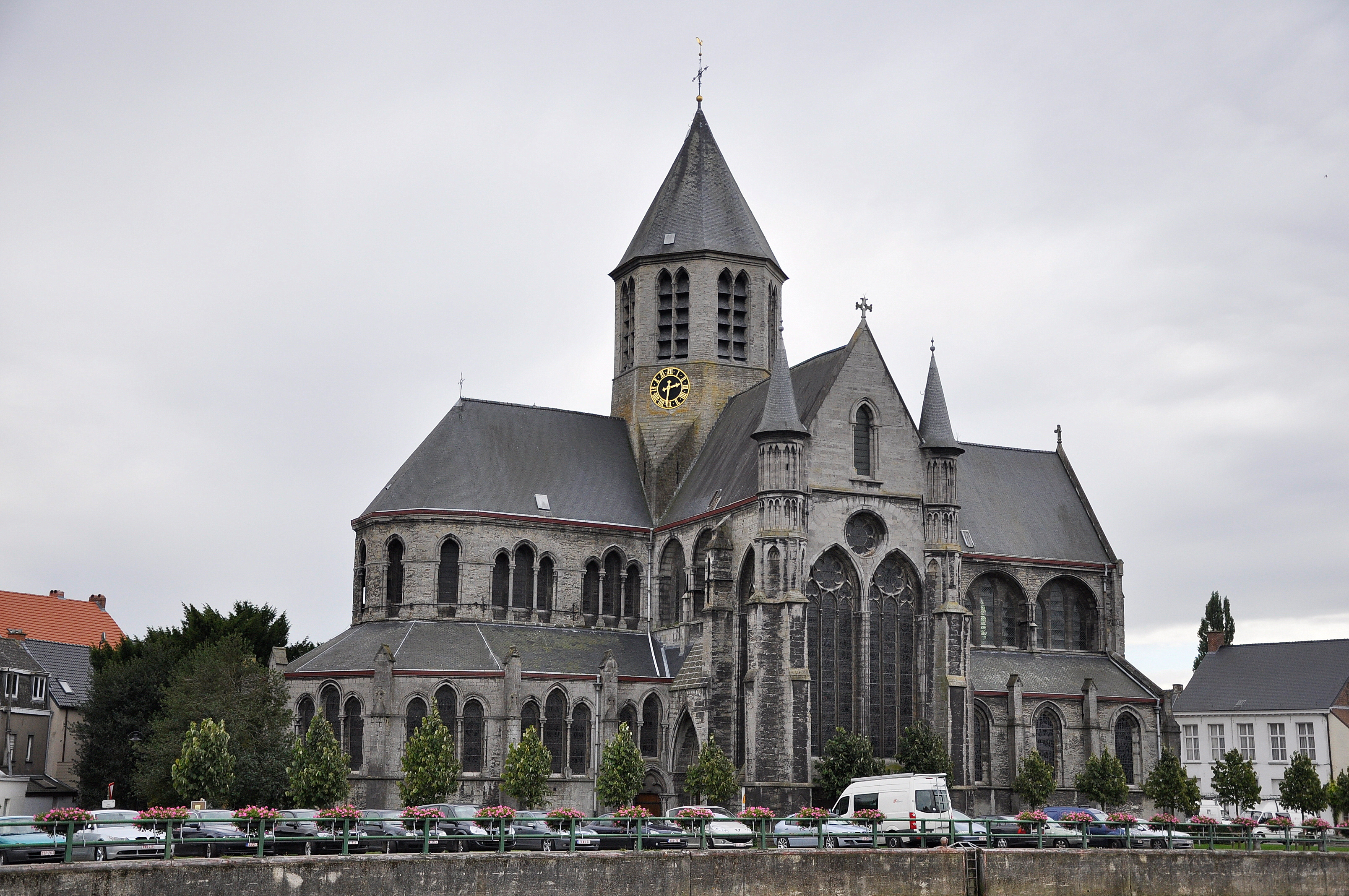
Onze-Lieve-Vrouwekerk in Oudenaarde
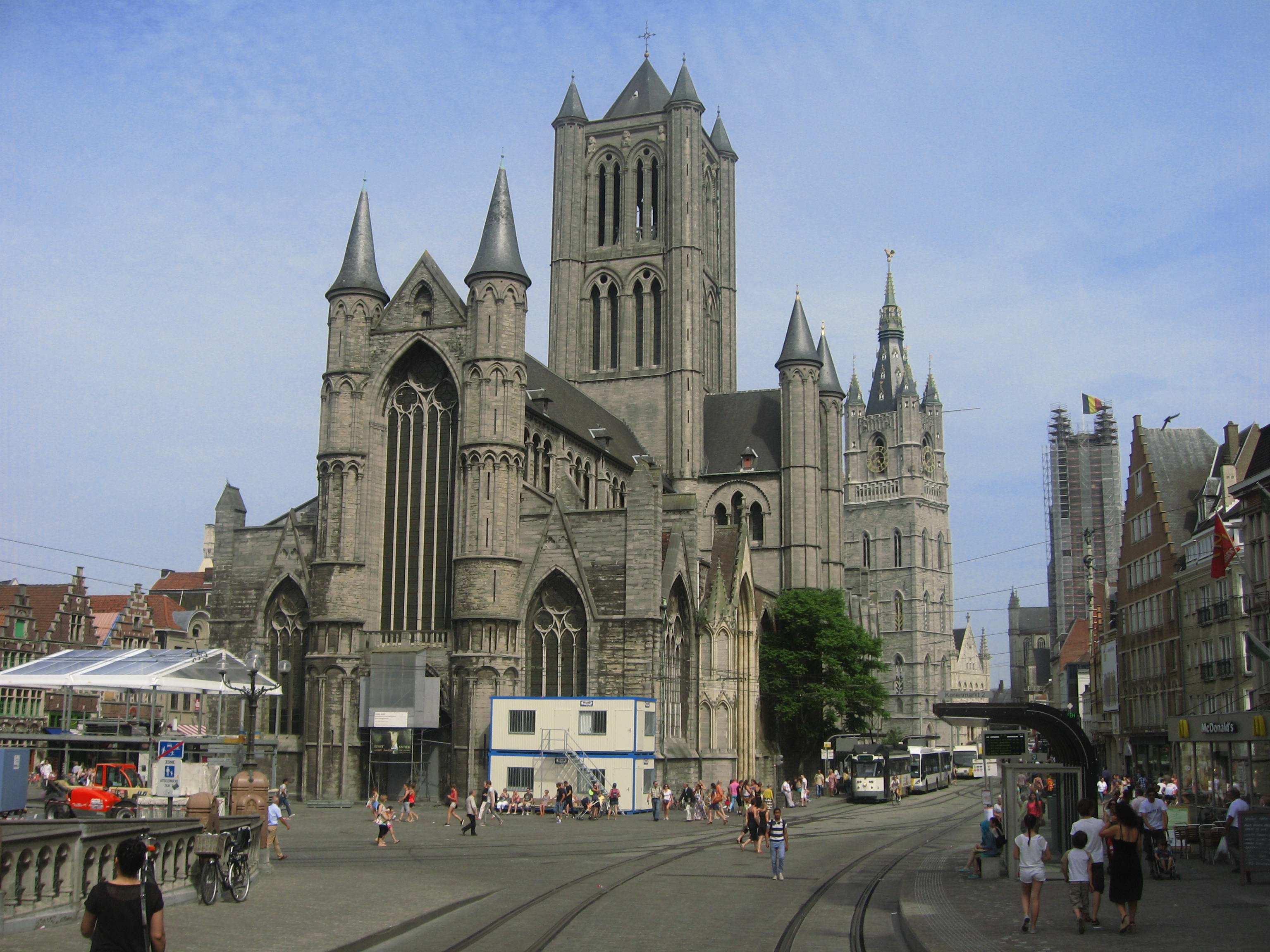
St.-Niklas-Kirche in Gent

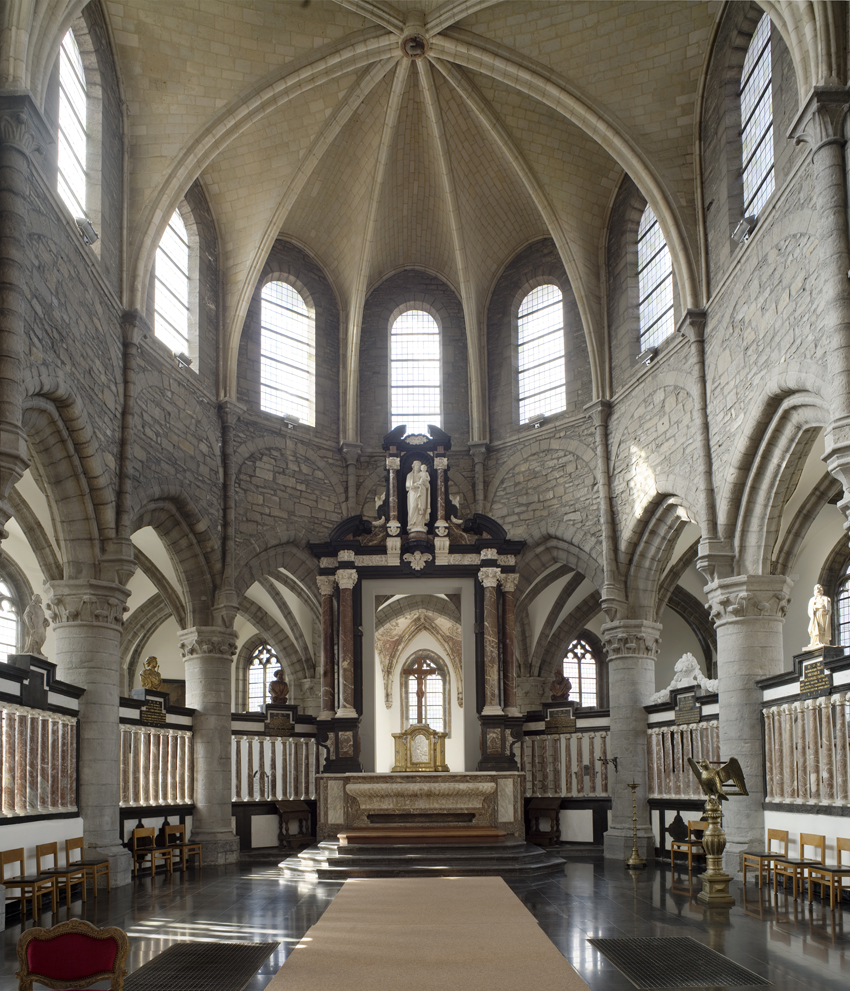
Saint-Quentin in Tournai, gotische Elemente unter romanischen
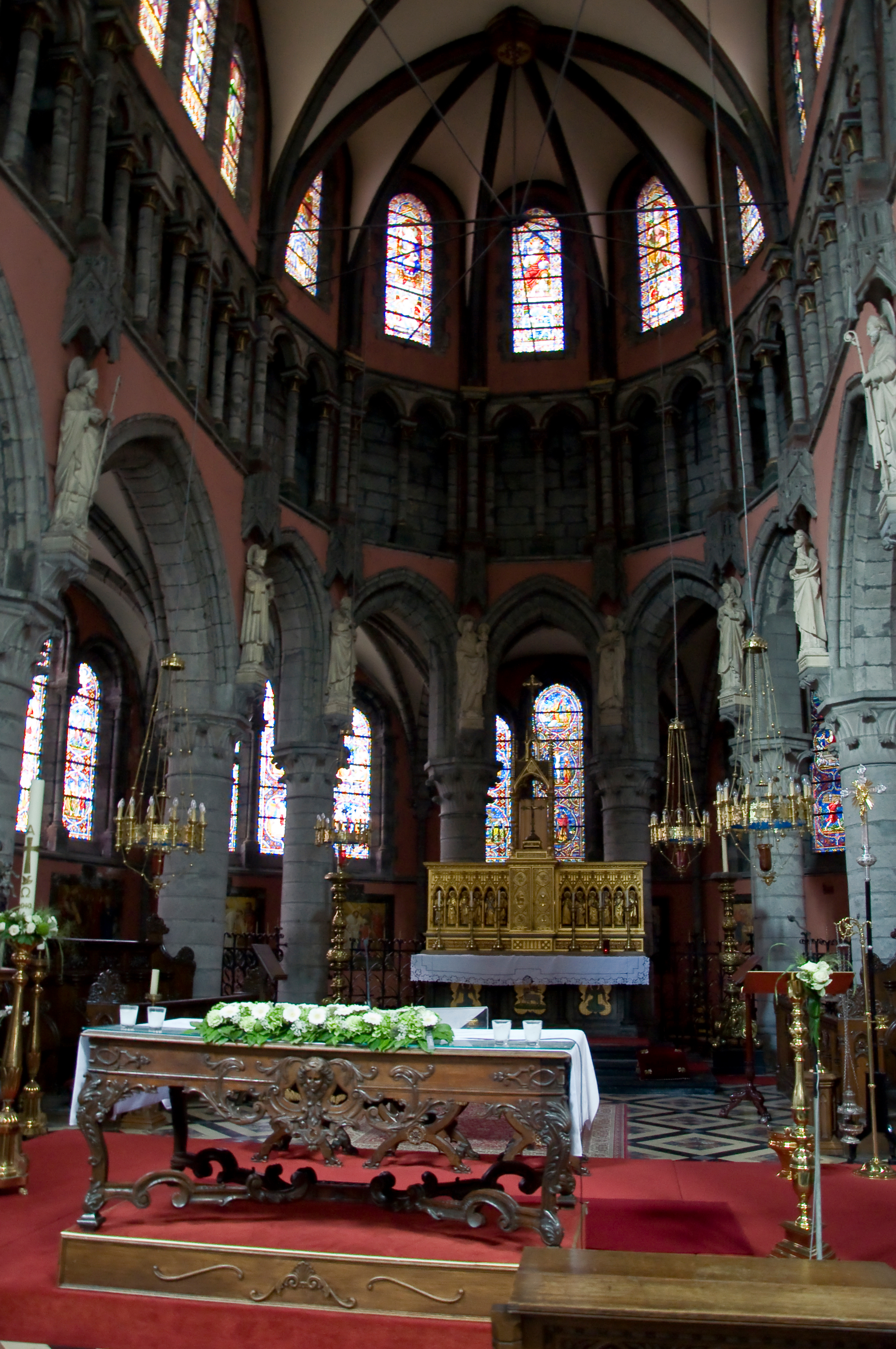
Chor der Onze-Lieve-Vrouwekerk in Oudenaarde
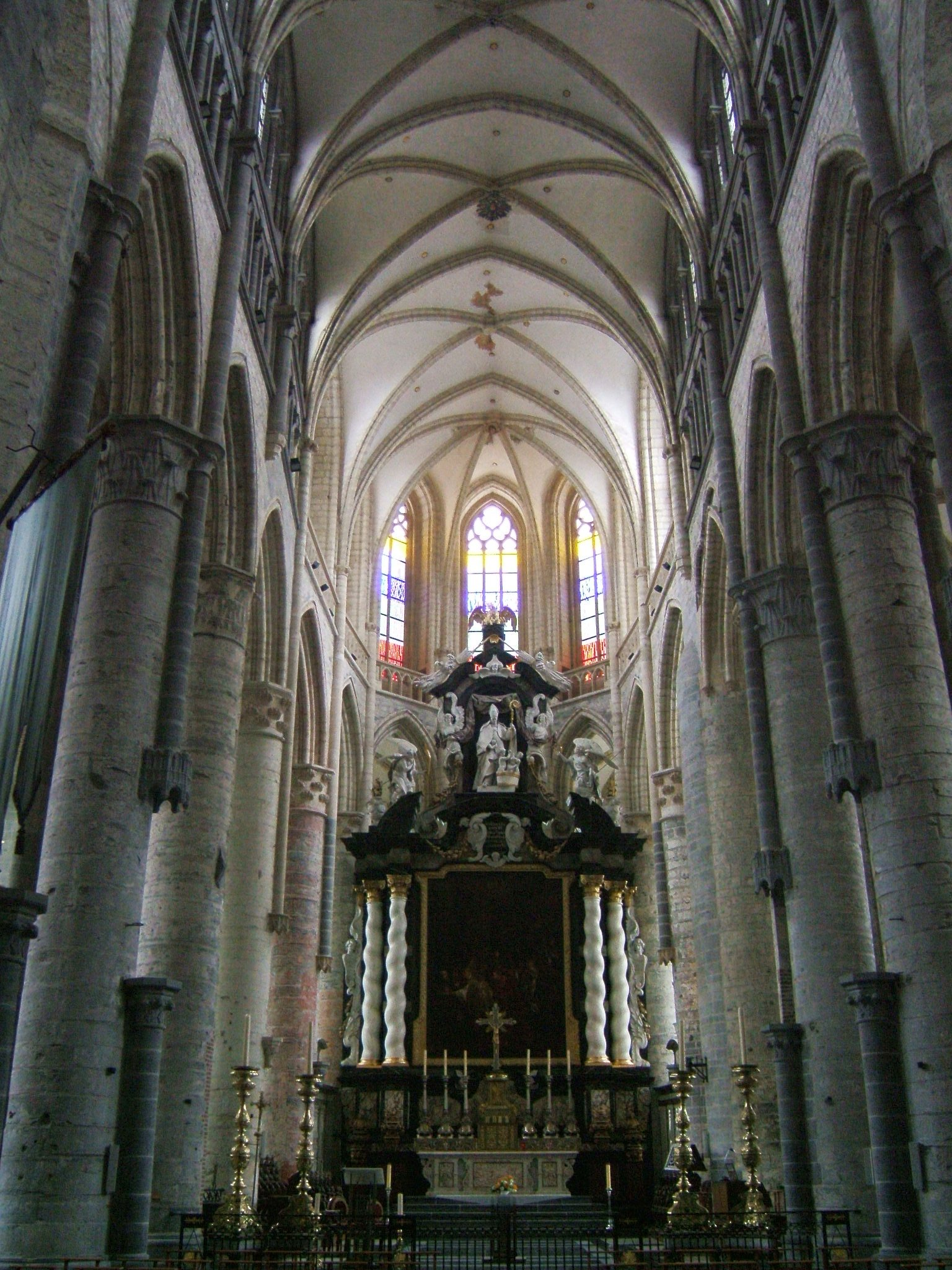
Hauptschiff von St. Niklas in Gent
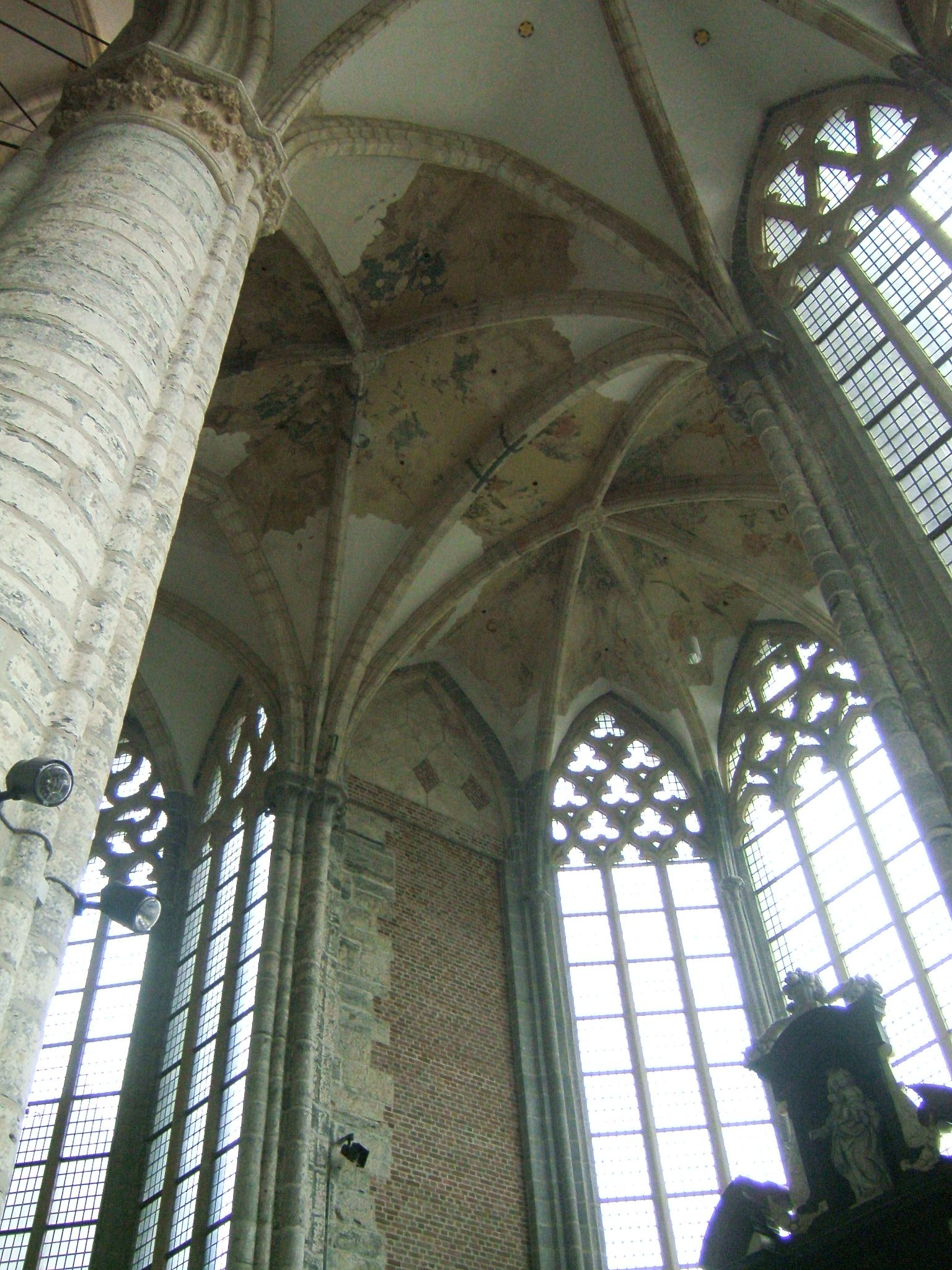
Apsis von St. Niklas in Gent

## Bezüge

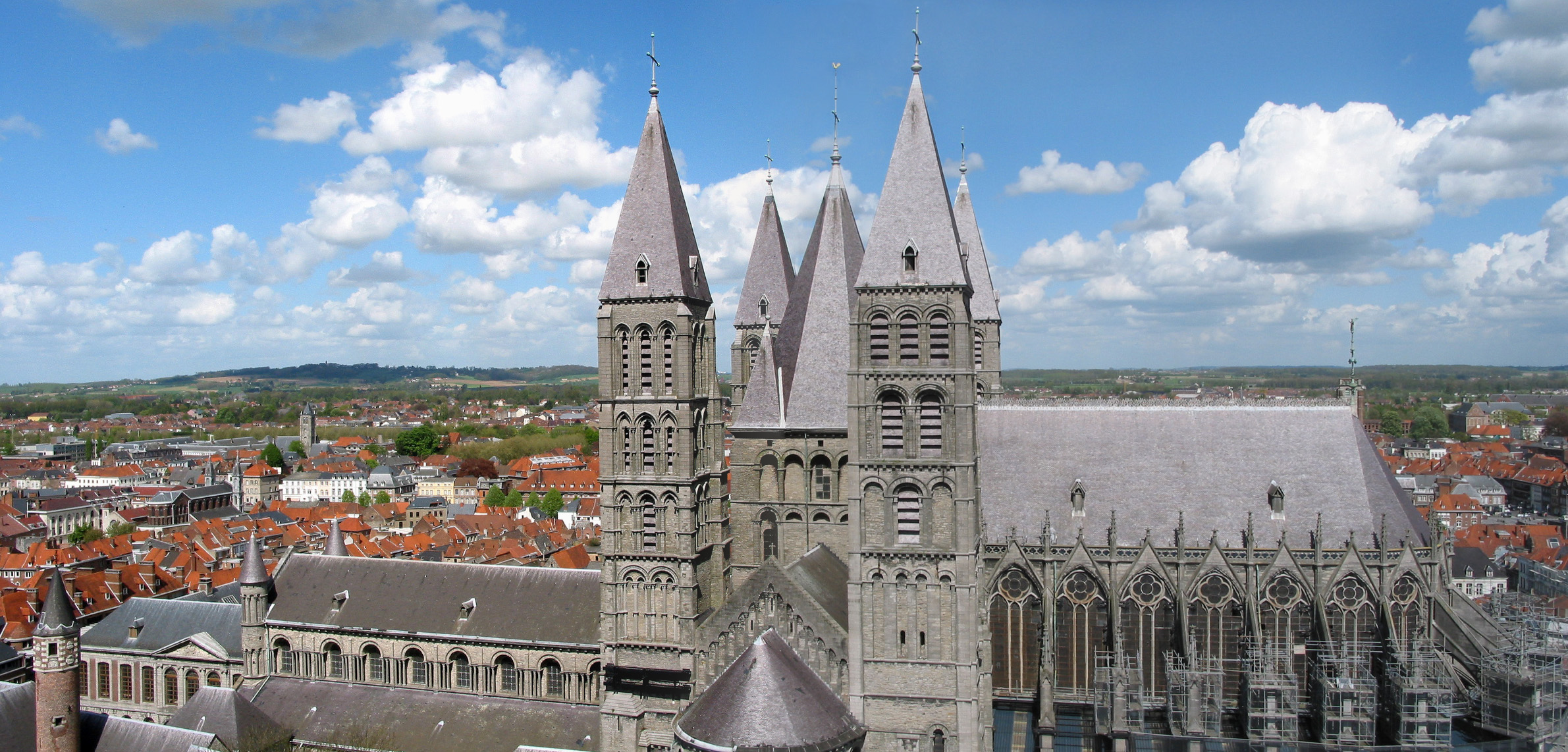
Kathedrale von Tournai, westlich der Vierung romanisch, östlich gotisch

Die Kathedrale von Tournai ist kein typisches Beispiel, da bei ihr romanische und gotische Gebäudeteile nebeneinander stehen, romanische und gotische Stilelemente aber nicht zu einem Stil integriert sind.
Die Scheldegotik beeinflusste neben der „Pariser“ Gotik der Île de France und der Champagne die Entwicklung der Backsteingotik in Norddeutschland und im südlichen Ostseeraum.